# Maraces coelichneumonopsis
Maraces coelichneumonopsis är en stekelart som beskrevs av Heinrich 1975. Maraces coelichneumonopsis ingår i släktet Maraces och familjen brokparasitsteklar. Inga underarter finns listade i Catalogue of Life.